# 布拉杰什·辛格
布拉杰什·辛格（羅馬化：Brijesh Singh，约1909年—1966年10月31日），印度卡拉坎卡尔出身的塔鲁克达尔贵族，印度共产主义者。辛格的一生辗转于印度与欧洲之间，1966年病死于苏联后，他的情人、苏联前最高领导人斯大林的女儿因由此事逃离苏联。

## 生平
布拉杰什·辛格出生在拉杰普特人的家庭中，早年在勒克瑙的一所大学学习英语，后受马纳本德·纳特·罗易的影响加入了名为“印度共产主义者反对派小组”（Group of Oppositional Indian Communists）的德国共产党-反对派和印度国民大会党下属的分支组织。1931年，罗易在印度被捕后，辛格不再参加反对派组织，重新参加欧洲的共产主义运动。由于辛格的护照遭印度当局扣押，抵达英国后的辛格常借用他的兄长拉贾·阿瓦德什·辛格的护照往返于伦敦和都柏林之间。在英国期间，参加印度共产党活动的辛格遭到印度政治情报局的监视。1930年代中期，辛格到柏林居住，其后有关辛格的档案信息佚失。
第二次世界大战期间，已有一任妻子的辛格与一位来自奥地利维也纳的犹太女性莱拉（Leela）结婚，她在纳粹德国治下为逃避迫害而前往印度生活。在印度生活了16年后，辛格随莱拉及他们的儿子维克托·辛格前往英国生活，但由于无法找到谋生的工作，辛格与莱拉离婚后回到印度。:28:352
1960年代，罹患支气管炎的辛格前往苏联莫斯科孔策沃区的医院治疗，1963年10月，辛格与在此接受扁桃体切除手术的斯大林之女斯韦特兰娜·阿利卢耶娃邂逅，两人随即坠入爱河。12月，因签证到期返回印度的辛格决定在苏联找一份印地语翻译的工作。1965年3月，辛格再赴苏联，4月7日抵达谢列梅捷沃国际机场，斯韦特兰娜与其子约瑟夫在机场迎接了他。:351-354
在辛格的病情日益恶化之下，斯韦特兰娜决定尽快与辛格结婚，辛格也希望与斯韦特兰娜结婚后再返回印度，然而，当时的苏联部长会议主席阿列克谢·柯西金强烈反对这门婚事，当斯韦特兰娜以“要照顾生病的丈夫（辛格）”时，柯西金则十分恼怒斯韦特兰娜使用“丈夫”一词称呼辛格。与此同时，辛格在翻译工作上遭到了官员弗拉基米尔·巴甫洛夫的刁难，并因受到政府审查而被软禁，与身边人失去了联系。1966年，辛格确诊肺结核，回到孔策沃的医院进行治疗。10月31日，辛格在自己的住所去世，斯韦特兰娜在他临终时陪伴在他的身边。:361-372

## 身后
布拉杰什·辛格去世后，斯韦特兰娜联系了他在苏联的印度朋友，他的朋友们为他焚烧檀香木并唱诵《薄伽梵歌》，翌日，辛格的遗体被火化。斯韦特兰娜希望遵照辛格的遗愿，将他的骨灰带回他的故乡并撒进恒河，部长会议主席柯西金批准了她的请求。12月，在辛格的侄子迪内什·辛格的接待下，斯韦特兰娜带着布拉杰什·辛格的骨灰抵达勒克瑙机场，其后，辛格的家人在他的家乡卡拉坎卡尔为他举办了葬礼:372-383。葬礼结束后，本被要求返回苏联的斯韦特兰娜向美国驻印度大使馆寻求政治庇护，由此自苏联叛逃。

## 家庭
布拉杰什·辛格的父亲是塔鲁克达尔的罗阇拉贾·拉梅斯·辛格（Raja Ramesh Singh），同时是印度国大党的创始人之一；兄长拉贾·阿瓦德什·辛格是罗阇继承人，其子（也是布拉杰什·辛格的侄子）迪内什·辛格是印度国会议员，担任过印度外交部部长；祖父拉尔·普拉塔普·辛格是印度民族起义的领导人之一。
布拉杰什·辛格的第一任妻子是昆瓦拉妮·拉克西米·德维（Kunwarani Laxmi Devi），第二任妻子是奥地利裔犹太人莱拉（Leela）。在苏联期间，辛格与斯大林之女斯韦特兰娜·阿利卢耶娃相爱。尽管两人从未被允许结婚，但斯韦特兰娜在1967年接受采访时认为辛格就是自己的丈夫。:11